# Sibokovac
Sibokovac (1981-ig Šibokovac) falu Horvátországban, Pozsega-Szlavónia megyében. Közigazgatásilag Cseglényhez tartozik.

## Fekvése
Pozsegától légvonalban 29, közúton 42 km-re keletre, községközpontjától  légvonalban 5, közúton 9 km-re keletre, a Krndija-hegység déli lejtőin fekszik.

## Története
Középkori létezésének nincs nyoma. A térséget 1532 körül foglalta el a török és több, mint 150 évig török uralom alatt volt. A török uralom idején a településre pravoszláv szerbek vándoroltak be. A térség 1687-ben szabadult fel a török uralom alól. 1698-ban „Szibokovczi” néven 2 portával szerepel a török uralom alól felszabadított települések összeírásában.
 1702-ben 12, 1740-ben 19 ház állt a településen.
Az első katonai felmérés térképén „Dorf Szibokovacz” néven található. Lipszky János 1808-ban Budán kiadott repertóriumában „Sibokovacz” néven szerepel. 
Nagy Lajos 1829-ben kiadott művében „Szvibokovacz” néven 16 házzal, 130 ortodox vallású lakossal találjuk.
1857-ben 141, 1910-ben 201 lakosa volt a településnek. Az 1910-es népszámlálás szerint lakosságának 99%-a  szerb anyanyelvű volt. Pozsega vármegye Pozsegai járásának része volt. Az első világháború után 1918-ban az új szerb-horvát-szlovén állam, majd később (1929-ben) Jugoszlávia része lett. 1991-től a független Horvátországhoz tartozik. 1991-ben lakosságának 95%-a szerb nemzetiségű volt. 2011-ben a településnek 36 lakosa volt. Közösségi háza van.

## Lakossága
| Lakosság változása | Lakosság változása | Lakosság változása | Lakosság változása | Lakosság változása | Lakosság változása | Lakosság változása | Lakosság változása | Lakosság változása | Lakosság változása | Lakosság változása | Lakosság változása | Lakosság változása | Lakosság változása | Lakosság változása | Lakosság változása |
| ------------------ | ------------------ | ------------------ | ------------------ | ------------------ | ------------------ | ------------------ | ------------------ | ------------------ | ------------------ | ------------------ | ------------------ | ------------------ | ------------------ | ------------------ | ------------------ |
| 1857               | 1869               | 1880               | 1890               | 1900               | 1910               | 1921               | 1931               | 1948               | 1953               | 1961               | 1971               | 1981               | 1991               | 2001               | 2011               |
| 141                | 154                | 117                | 138                | 160                | 201                | 196                | 241                | 185                | 185                | 158                | 127                | 90                 | 62                 | 53                 | 36                 |

## Nevezetességei
- Pravoszláv haranglába.
- Védett lakóház a 16. szám alatt.